# Anameristes
Anameristes là một chi bướm đêm thuộc phân họ Olethreutinae trong họ Tortricidae.

## Các loài
- Anameristes cyclopleura (Turner, 1916)
- Anameristes doryphora (Liu & Bai, 1986)